# Cokendolpherius ramosi
Espèce
Cokendolpherius ramosi est une espèce de schizomides de la famille des Hubbardiidae.

## Distribution
Cette espèce est endémique de la province de Sancti Spíritus à Cuba,. Elle se rencontre dans la grotte Cueva de Falcó à Yaguajay.

## Description
Les mâles mesurent de 4,89 à 5,82 mm et la femelle 4,50 mm.

## Étymologie
Cette espèce est nommée en l'honneur de José Manuel Ramos Hernández.

## Publication originale
- Armas, 2002 : Dos géneros nuevos de Hubbardiidae (Arachnida: Schizomida) de Cuba. Revista Iberica de Aracnologia, vol. 5, p. 3-9 (texte intégral).